# Jean Beaufort (1er duc de Somerset)
Pour les articles homonymes, voir Jean Beaufort, Maison de Beaufort et Beaufort.
Titres
Duc de Somerset
28 août 1443 – 27 mai 1444
(8 mois et 29 jours)
Comte de Kendal
28 août 1443 – 27 mai 1444
(8 mois et 29 jours)
Comte de Somerset
25 novembre 1418 – 27 mai 1444
(25 ans, 6 mois et 2 jours)
Jean Beaufort (1403 – 27 mai 1444) est un noble anglais qui fut commandant militaire. Il était fils de Jean de Beaufort, comte de Somerset et de Marguerite Holland.

## Biographie
Il succéda en 1418 à son frère Henri comme comte de Somerset. Le jeune comte participa aux campagnes françaises d'Henri V. Avec Thomas de Lancastre, duc de Clarence et frère du roi, il prit part en 1421 à la bataille de Baugé. Thomas fut tué et Jean capturé. Emprisonné pendant dix-sept ans, il fut libéré contre rançon, et devint l'un des capitaines anglais en France.
En 1439, il épousa Marguerite Beauchamp (morte en 1482) qui donna naissance à :
- Marguerite Beaufort (1443-1509), mariée en 1455 à Edmond Tudor et mère d'Henri VII.

En 1443, il fut créé duc de Somerset, comte de Kendall, reçu dans l'ordre de la Jarretière et nommé capitaine général d'Aquitaine. Il réunit alors à Rouen près de 600 hommes d'armes et 4000 archers, mais se contente de ravager la Normandie, le Maine et les confins de la Bretagne (sac de La Guerche) au lieu d'aller dégager la Guyenne. 
Sa mort, le 27 mai 1444, passe pour être un suicide. N'ayant pas de fils, ce fut son frère qui lui succéda.

## Source
- (en) Cet article est partiellement ou en totalité issu de l’article de Wikipédia en anglais intitulé « John Beaufort, 1st Duke of Somerset » (voir la liste des auteurs).

### Article lié
- Heures de Beaufort